# Misión jesuita en China

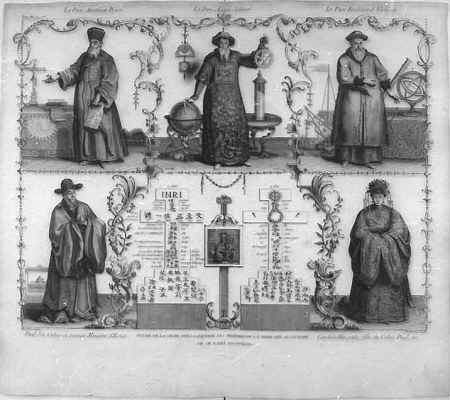
Misioneros jesuitas en China

Los jesuitas, sacerdotes católicos de la Compañía de Jesús, llegaron por primera vez a China en el año 1582. Dieron a conocer Europa al pueblo chino, predicaron la religión cristiana y tradujeron libros cristianos al chino. Proporcionaron a Europa el primer informe moderno del Imperio chino. Oponiéndose a la Santa Sede, defendieron por ejemplo, la celebración de la misa en chino clásico o las adaptaciones del culto a la cultura local. Durante la dinastía Qing, los jesuitas tuvieron el deseo de adaptar las creencias del confucianismo con las creencias europeas.

## Misioneros en China
Una primera misión franciscana llegó a China entre los siglos XIII y XVI, durante la última etapa de la dinastía mongola de los Yuan. El cristianismo predicado entonces estaba sin matiz ni adaptación. Hay también rastros más antiguos de la presencia de cristianos nestorianos certificada por el hallazgo de una estela en el año 625.
A los jesuitas, miembros de la Compañía de Jesús, fundada en 1534 por Ignacio de Loyola, el Papa les da “derecho religioso” sobre los nuevos territorios alcanzados en el Este. Hacia mediados del siglo XVI, siguen un recorrido paralelo a los comerciantes portugueses, muy presentes en los mares del sudeste asiático. Los jesuitas alcanzaron los puertos de Goa, Malaca, Macao e incluso Japón. Esta presencia les permite fundar en 1542 una misión en Goa que será el punto de partida y control para exploraciones más alejadas.
En 1582, Michele Ruggieri y Matteo Ricci son los primeros jesuitas que obtienen permiso para entrar en China. En 1601, se instalan en Pekín donde Matteo Ricci, gracias a sus conocimientos en ciencias y sobre todo en lengua china, es aceptado rápidamente en los círculos eruditos de la ciudad. Escribe numerosas obras para promover y dar a conocer la religión cristiana al pueblo chino. Es también el iniciador del primer proyecto de diccionario de traducción chino.

## Primera misión jesuita en China

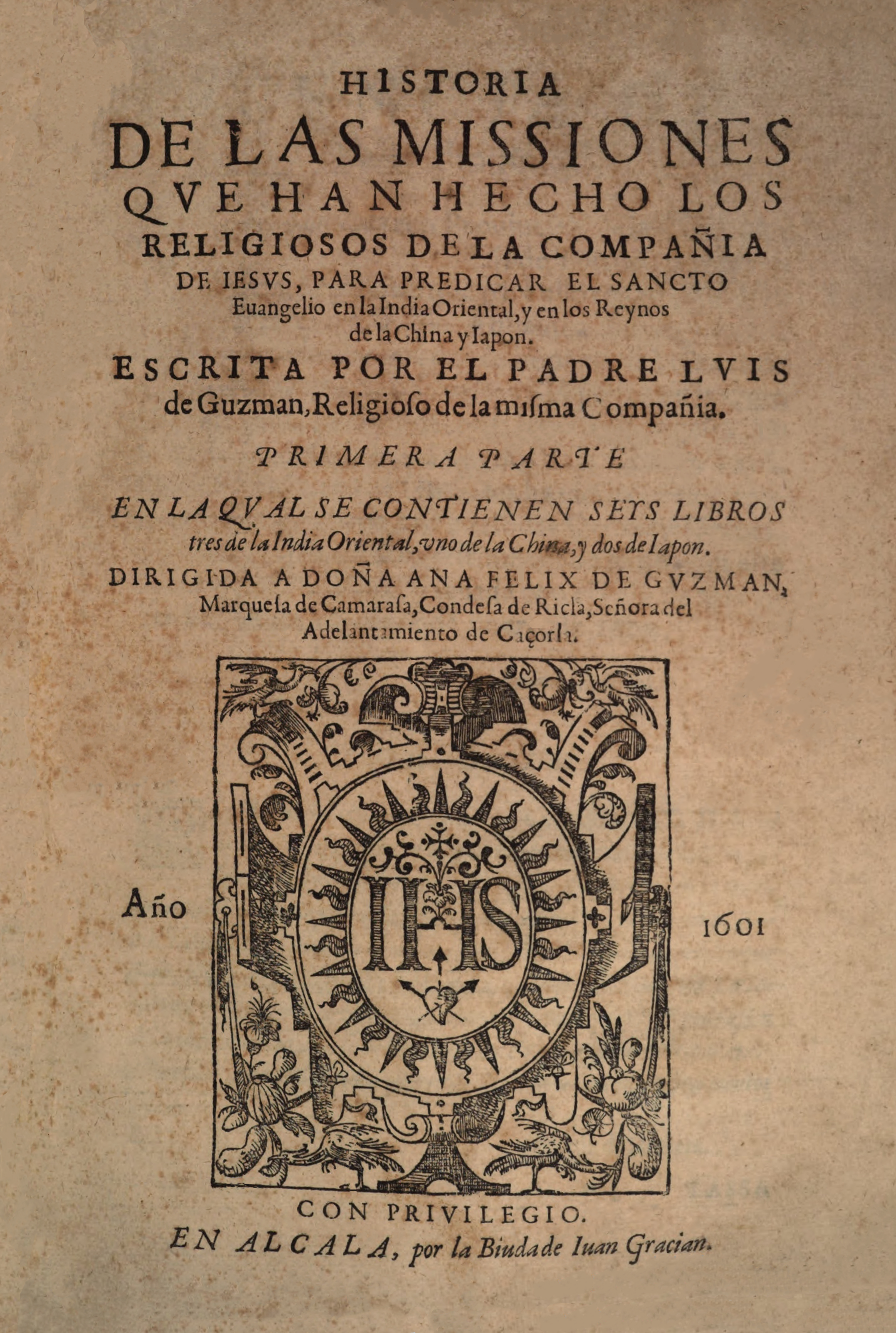
Historia de las misiones jesuitas en India, China y Japón (Luis Guzmán, 1601)

Se puede dividir el período de la primera misión jesuítica en China (1582 a 1773) en tres partes. La primera, de 1582 a 1610, corresponde a la llegada a China, y la instauración del método Ricci. Llega hasta la muerte de este último. Es el encuentro con la civilización y cultura china. Es el momento también en el que se convierten al cristianismo los primeros eruditos chinos. También se hace un gran esfuerzo en la publicación y traducción de libros occidentales.
La segunda parte va desde 1610 a 1705, y en ella el cristianismo progresa lentamente. En 1705, un incidente con el emperador Kangxi pondrá freno a la propagación del cristianismo en China.
El último período, que va de 1705 a 1773, supone una decadencia de la presencia de los jesuitas. Varias olas de persecuciones afectan a los misioneros y a los conversos, y se califica al cristianismo como una secta perversa y peligrosa. Este período termina con la disolución de la orden en China.
La Misión jesuita se organizó en provincias, dirigidas por un Provincial. Al principio, todo el territorio del Este dependía de Goa. Bajo esta provincia se encuentran las propias misiones nacionales, dirigidas por un Superior. A continuación se encuentran los obispados y las diócesis. La organización evolucionó con la ampliación y la extensión de nuevos territorios. El punto de entrada en China y la base de repliegue en caso de persecución era el territorio portugués de Macao. Hay que tener en cuenta que los jesuitas de Macao no seguían las mismas ideas que los jesuitas de China.
Las provincias más alejadas no se quedan sin control, cuentan con un sistema de inspección. Además, los misioneros deben escribir cartas e informes anuales. Estos se compilan y se utilizan para uso interno y también para su divulgación al público en general. Se creó una correspondencia regular con los científicos y los intelectuales europeos. Los misioneros son como una ventana abierta de Oriente hacia Europa.
Durante el periodo de presencia de los jesuitas en China, se sucedieron varios emperadores y se instaló en el poder la dinastía Qing, fundada por un pueblo de origen nororiental que acuñó para sí el nombre de manchúes. Cuando los jesuitas llegaron a Pekín en 1601, el declive de la dinastía Ming precipitaba ya a ésta hacia su final. La caída de la dinastía Ming, víctima de rebeliones internas, que se produjo en 1644, dejó vía libre a los ejércitos manchúes para, desde sus tierras originarias en el noroeste (región posteriormente llamada Manchuria por los europeos) conquistar todo el territorio que había estado bajo la soberanía de los Ming. A pesar de que los emperadores Qing asumieron formas de gobierno de estilo chino y proyectaron la imagen del nuevo imperio como sucesor de los Ming, la visión de los manchúes como una dinastía extranjera llevó a muchos chinos a enfrentarse a los nuevos gobernantes y a defender la restauración de la antigua dinastía Ming. Las guerras contra los legitimistas Ming se extenderían hasta 1683, cuando el último foco de resistencia antimanchú, en la isla de Taiwán, fue derrotado. Los misioneros jesuitas habían sido favorecidos por los últimos emperadores Ming y esta situación se mantuvo bajo el gobierno del emperador Shunzhi, el primer manchú que ocupó la corte pequinesa. Sin embargo, tras la muerte de Shunzhi, el nuevo emperador Kangxi era aún un niño, y el gobierno quedó en manos de cuatro regentes liderados por Oboi, que pusieron en práctica políticas que favorecían a los manchúes y que discriminaban a los chinos y a otros extranjeros. Durante este periodo, los jesuitas sufrieron persecuciones. Tras la asunción del poder efectivo por el propio emperador Kangxi, los jesuitas volverían a tener una posición de prestigio.
Los jesuitas ganaron en prestigio gracias a su papel de traductores en la negociación diplomática para el Tratado de Nerchinsk. A este prestigio también contribuyó la presentación en la mesa de astronomía de la Corte Imperial de un plan de las ciencias. Esto permitió la creación en 1692 del Edicto de tolerancia religiosa de Kangxi, firmado por el propio emperador. Este edicto autorizó las conversiones al cristianismo, canceló las leyes anteriores contra los misioneros y concedió el derecho a construir iglesias y a predicar públicamente. Se reconoció el trabajo y la dedicación de los europeos, y así se evitó agitar al pueblo contra una doctrina considerada anteriormente peligrosa. Sin embargo, este edicto no consiguió que hubiera una conversión en masa.
Este período señala también el principio de la Disputa de los Ritos. Varios puntos de discordia existen acerca de las actividades de los jesuitas en China, como las traducciones, los usos y hábito y una compatibilidad entre los ritos confucionistas y los dogmas católicos. La visita del obispo Tournon, enviado del papa Clemente XI, no agrada al emperador Kangxi que ve como una amenaza la prerrogativa del papa sobre los espíritus cristianos, por lo que cancela los edictos anteriores a favor de los jesuitas. El emperador les pide también aceptar su interpretación de la buena manera de comprender los ritos y ceremonias. El resultado de la visita es para los jesuitas la obligación de firmar un billete “piao”, esto significa reconocer el punto de vista del emperador sobre los ritos; si se niegan, serán expulsados de China. Pero la Iglesia amenaza con la excomunión a los misioneros que reconozcan una compatibilidad entre el dogma católico y los ritos confucianos. La mayoría de los jesuitas aceptaron las condiciones del emperador para permanecer en China. Esta confrontación refuerza la opinión china según la cual los extranjeros deben permanecer bajo control estricto del emperador. 
Tras este episodio, el control sobre los jesuitas aumenta notablemente. Al emperador Kangxi le sucede el emperador Yongzheng y después el emperador Qianlong, que reina de 1736 a 1796. Extiende las fronteras del imperio chino y se muestra firme hacia los occidentales. Mantiene también las persecuciones contra los cristianos.
A raíz de la Disputa de los Ritos, los jesuitas empiezan a ser mal vistos en Occidente por atreverse a desobedecer una orden papal y comprometer el dogma oficial. Los países europeos dan la espalda a los jesuitas por esta herejía y poco a poco se van abandonando las misiones en el extranjero, particularmente las de China, cuyo mantenimiento suponía un alto coste económico. Finalmente el papa Clemente XIV publica un documento, el breve Dominus ac Redemptor, en 1773, con el que pone punto final a las misiones jesuitas. Los misioneros abandonan China y su puesto lo ocupan comerciantes y diplomáticos que se ocupan más de otras cosas que del alma de los chinos.

## Método de conversión de los Jesuitas

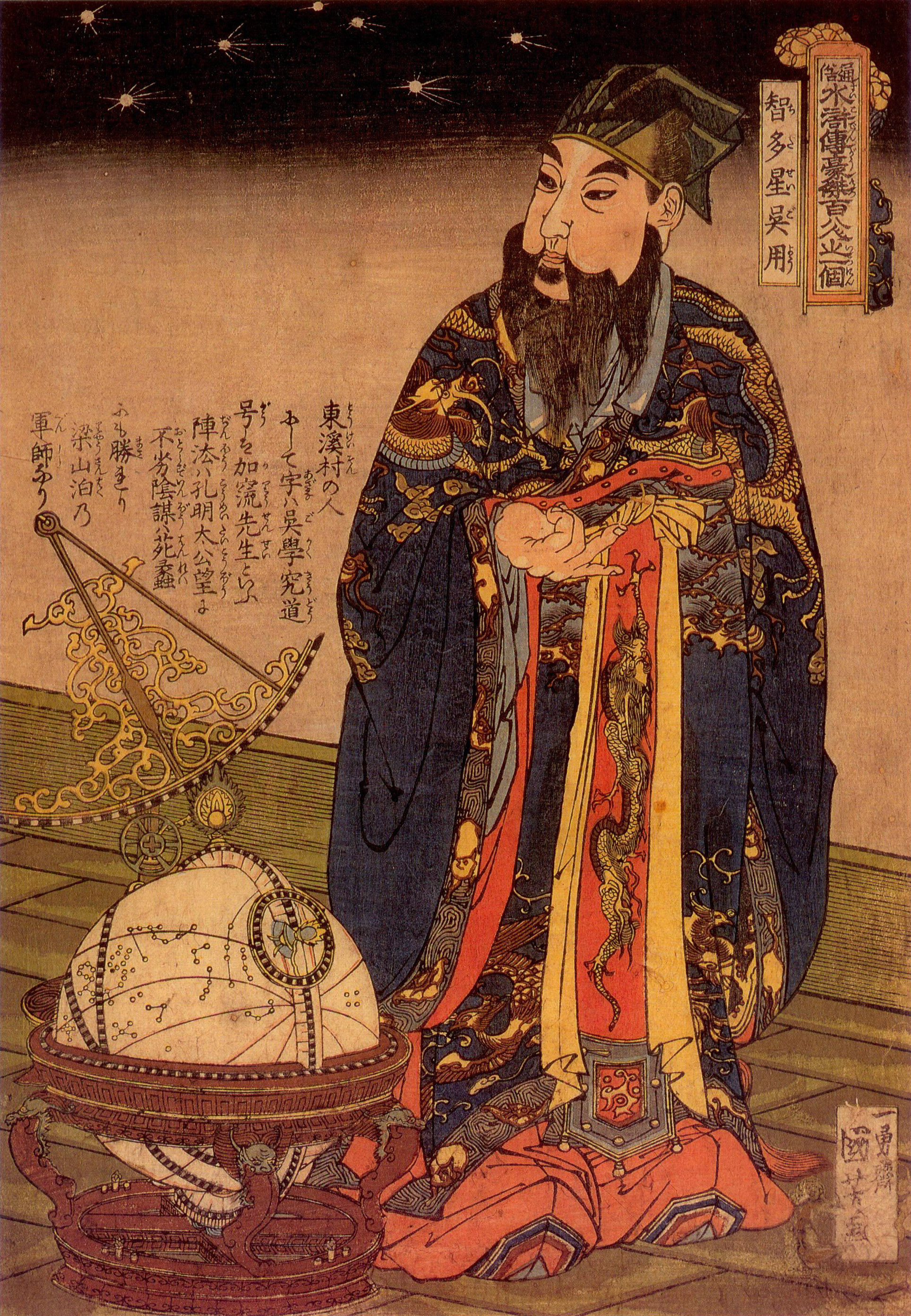
Astrónomo chino en 1675.

Desde el principio de su misión en China, los jesuitas intentan aplicar las conclusiones sacadas de la experiencia de cristianización en Japón. Las conclusiones principales son que es esencial adaptarse a los hábitos y usos locales, así como tomar una posición neutra frente a la autoridad. La importancia de un buen conocimiento de la lengua también es interesante. Los jesuitas adoptan nombres chinos y los chinos que son bautizados reciben nombres cristianos. Se da prioridad a la comprensión y a la traducción. También dedican tiempo a observar y describir la situación religiosa del país, observando con atención las tres sectas ya presentes. Además, el confucianismo les parece la doctrina china que está más cerca de la Verdad.

## Traje
A su llegada a China los jesuitas vestían el traje de los bonzos, según el modelo japonés. Hacia 1594, Matteo Ricci pide autorización para vestir el traje de docto. Este último sería más idóneo a su modo de ver para la conversión y evitaría confusiones. Esta elección está justificada por varias razones, el status de los bonzos en China no es tan bueno como lo es en Japón, el Estado chino controla la iglesia budista y las otras religiones oficiales y de esta manera evitan toda confusión con cualquier secta budista.
Piensan que el papel de erudito o de sabio es una buena manera de ganarse el aprecio popular y de las clases dirigentes y en consecuencia mostrar un rango social importante, lo que implica la utilización de vistosas prendas de vestir en seda. Este comportamiento se percibe en Europa como una ofensa a la humildad.

## La lengua: factor de conversión problemático
Añadido a las cuestiones de hábitos y cultura, se plantea rápidamente el problema de la traducción de los términos. ¿Cómo traducir el nombre "Dios" al chino? ¿Cómo encontrar un término que no se confunda con conceptos o supersticiones locales? En Japón, al existir escritura de tipo puramente fonético, se podían crear nuevas palabras. Pero para la lengua china surgía el problema de adoptar un nombre en caracteres chinos evitando que este evocara significados propios de los caracteres empleados. Este mismo problema se daba para todas las palabras con significados abstractos, pero bien precisos, de ámbito doctrinal. La adopción de los nombres de conceptos análogos utilizados en el confucianismo o en el budismo podía implicar connotaciones particulares diferentes de las cristianas. Estos problemas se plantearon también en la Disputa de los Ritos.

## Conversión por la cima
Los jesuitas piensan convertir China pasando por la conversión de los sabios y de las clases sociales más altas antes que la de millares de campesinos. Piensan que al convertir a los dirigentes, el pueblo entero les seguirá. Todos sus esfuerzos se orientan pues hacia las clases dirigentes a todos los niveles, del emperador a los círculos de eruditos. Un método largo que debe establecerse y cuyos resultados no son visibles rápidamente. Con cada nuevo cambio de emperador, algunos de personalidad bastante fuerte, deben reiniciar sus esfuerzos sin interrupción. Este método es contrario al de otras órdenes de misioneros que intentan convertir directamente al pueblo, y que obtienen buenos resultados en el número de conversos. Este segundo enfoque crea reacciones en el gobierno chino que no ve con buenos ojos la predicación al pueblo. Esta diferencia será también fuente de conflictos entre las distintas órdenes misioneras.

## La ciencia al servicio de la cristianización
Una estratagema utilizadas por los jesuitas para conseguir sus proyectos, era valerse de sus conocimientos científicos. Estos eran un medio para mostrar la superioridad y la potencia del Dios cristiano. Las “ciencias celestiales” producen en los chinos confusión entre lo fundamental y lo accesorio. Los jesuitas enseñan a los chinos los conocimientos occidentales como un medio de convertir más fácilmente a la clase social alta, ya que estos valoran por igual la religión y la ciencia.
Pero estas enseñanzas deben permanecer dentro de los límites de la visión cristiana del mundo. Así podemos ver que los jesuitas defendieron durante mucho tiempo el geocentrismo, ya que la teoría de Copérnico contradecía las concepciones religiosas.
En general, el nivel de conocimientos era bastante similar y cabe preguntarse si esta clase de contribución de conocimientos aceleró o retrasó la ciencia china.

## Los misioneros en las academias doctas
Las academias doctas, shūyuàn (書院), son clases de foros privados, donde los sabios y eruditos se encuentran para debates de alcance filosófico o político. Son independientes y representan distintas tendencias. Para Matteo Ricci, estas academias son el lugar ideal para alcanzar a los doctos e introducirlos en la religión cristiana. Para entrar en estas academias hay que tener buenos conocimientos científicos, y Ricci tiene el equipaje suficiente. A partir de entonces se percibe a los jesuitas como eruditos, y no como misioneros. Esto crea confusión, ya que los chinos piensan que la doctrina que predican fue creada por ellos.
Los jesuitas se dan cuenta de que si quieren seguir en China, deben ser discretos, por lo que ocultan su objetivo de evangelización. Por esta actitud se les acusara más tarde. Por otra parte, los detalles de la religión no se enseñan a la gente hasta que está en buen camino para convertirse, lo que añade un aspecto esotérico suplementario. Se acusa a los jesuitas de duplicidad y de ocultar su objetivo real.

## Cronología de la presencia jesuita en China
- 1552: San Francisco Javier muere cerca de Cantón.
- 1579: El franciscano Pedro de Alfaro celebra la primera misa en Cantón.
- 1582: Michele Ruggieri y Matteo Ricci entran en China.
- 1594: Los jesuitas pasan a vestir como doctos, Ricci termina la traducción de los Cuatro Libros.
- 1597: Ricci es nombrado superior de la misión en China.
- 1601: Decreto imperial que pide a Ricci que se presente con regalos.
- 1603: Bautismo de Xu Guangqi (Pablo).
- 1604: La misión de China se vuelve independiente de la de Macao.
- 1610: Bautismo de Li Zhizao, muerte de Ricci, Longobardo le sucede como superior, 2500 cristianos en China.
- 1615: Autorización de utilizar el chino clásico en las celebraciones.
- 1616: Primera persecución del cristianismo en China.
- 1617: Pleito de Nankín.
- 1626: Descubrimiento de estela nestoriana.
- 1633: Ofensiva de los dominicos contra los jesuitas, éstos permiten a sus conversos ritos de sus antepasados y de Confucio.
- 1642: Los jesuitas construyen una iglesia en Chongqing.
- 1664: Oboi, el regente del Emperador Kangxi, encarcela a los astrónomos cristianos por incompetencia y traición.
- 1670: En Europa, publicación de la China Ilustración de P. Kircher.
- 1687: Cinco jesuitas franceses astrónomos llegan a Pekín.
- 1689: La negociación de Nerchinsk recurre a los jesuitas como intérpretes.
- 1690: Se crea el obispado de Pekín.
- 1692: Edicto de Tolerancia de Kangxi.
- 1698: Llegan a Pekín cuatro nuevos jesuitas franceses.
- 1700: Condena contra P. La Cuenta (contra la opinión y método jesuita)
- 1701: Llegan a Pekín ocho nuevos misioneros.
- 1705: Llegada del emisario del papa Clemente XIV, el Obispo Tournon, para evaluar la situación, disputa con el Emperador Kangxi, que no acepta las pretensiones universales de derecho del papa.
- 1720: Segundo enviado papal, Mezzabarba, para intentar discutir de nuevo con el emperador.
- 1724: El Gobierno Qing declara el cristianismo ilegal y lo coloca en la categoría de secta perversa y doctrina peligrosa.
- 1735: Publicación de la Descripción de China.
- 1735: Qianlong se convierte en emperador, cambio de actitud hacia los cristianos.
- 1746 y 1755: Persecución contra los católicos.
- 1773: Se publica Dominus ac Redemptor, que procede a la disolución de la Compañía de Jesús.